# Anthephora
Anthephora là một chi thực vật có hoa trong họ Hòa thảo (Poaceae).

## Loài
Chi Anthephora gồm các loài: